# Ildfast ler
Ildfast ler er betegnelsen for lerarter, der kan tåle opvarmning til høj temperatur, normalt omkring 1.650 °C, uden at smelte. Sten af ildfast ler anvendes især som foring i ovne, samt til beklædninger og belægninger, der skal være slidstærke og kunne modstå frost. I modsætning til sædvanlig ler har ildfast ler et højt indhold af silicium- og aluminiumoxid, og et lavt indhold af jernoxider og alkalimetaller, foruden at den er kalkfri.

## Egenskaber
Ildfaste lere klassificeres normalt efter den temperatur, hvorved de begynder at smelte, som den fx kan måles med segerkegler. De lødigste ildfaste lere smelter først ved temperaturer over 1.775 °C , men betegnelsen ildfast ler dækker også mindre lødige lere med et smeltepunkt over 1.515 °C.
I mineralogisk henseende indeholder ildfaste lere en så stor andel kaolinit, at indholdet af aluminiumoxid er 30-45%, og det samlede indhold af silicium- og aluminiumoxid er mindst 93%.

## Forekomster i Danmark
I Danmark kendes ildfast ler fra forekomster på det sydvestlige Bornholm. Dels forekommer der ved Bagå nord for Rønne lerlag fra Jura-perioden, som tidligere blev udvundet og på Hasle Klinker- og Chamottestensfabrik forarbejdet til ildfaste sten og klinker, dels findes der ved Nygård øst for Rønne kaolin, også kaldet pibeler, som blev udvundet og på Den kongelige Porcelainsfabrik forarbejdet til porcelæn og ildfaste sten.
På øerne Mors og Fur i Limfjorden forekommer lag af moler fra Eocæn-etagen, som egentlig ikke i mineralogisk forstand er en ler, da den ikke er domineret af lermineraler, men derimod af siliciumoxid, i form af kiselalger. Moler er siden begyndelsen af 1900-tallet udvundet til fremstilling af ildfaste sten, men også til en række andre anvendelser, fx kattegrus, absorberende granulat og fortykningsmiddel.